# Springfield (marca)
Springfield (SPF) é uma rede espanhola de lojas de moda. Conta com mais de 1000 lojas, em 60 países. Pertence ao Grupo TENDAM (anteriormente Grupo Cortefiel), empresa do sector da moda.

## Identidade corporativa
A identidade visual corporativa da marca é baseada em linhas simples e cores vivas. Nas lojas mantém-se este conceito, predominando cores naturais e acabamentos industriais.

## Roupa e Estilo
Apesar do principal produto da empresa ser artigos têxteis, as suas lojas incluem diversos artigos que não entram nesta categoria, como é o caso do calçado e dos artigos de perfumaria (como águas de colónia e desodorizantes, entre outros).
Apesar de originalmente a empresa estar orientada a um público-alvo exclusivamente masculino, desde 2006 está presente no mercado da moda feminina, onde desenvolveu uma nova divisão da marca, denominada Springfield Woman.
O público-alvo para o qual está destinado o vestuário da Springfield é aquele que procura um estilo urbano, cosmopolita, natural e descontraído, para idades entre os 25 e os 35 anos.